# Circonscription de Workamba
La circonscription de Workamba est une des 38 circonscriptions législatives de l'État fédéré du Tigré, elle se situe dans la Zone centre. Son représentant actuel est Kiros Weldechaal Weldu.